# غرانت روبنسون
غرانت روبنسون (24 يوليو 1979 - ) (بالإنجليزية: Grant Robinson)‏ هو لاعب كريكت نيوزلندي.

## وصلات خارجية
- غرانت روبنسون على موقع إي آس بي آن كريك إنفو (الإنجليزية)